# Kuhschellenstandort bei Recklingen
Kuhschellenstandort bei Recklingen este o arie protejată (arie specială de conservare — SAC, sit de importanță comunitară — SCI) din Germania întinsă pe o suprafață de 4 ha, integral pe uscat.

## Localizare
Centrul sitului Kuhschellenstandort bei Recklingen este situat la coordonatele 52°44′22″N 11°12′38″E / 52.7394°N 11.2106°E.

## Înființare
Situl Kuhschellenstandort bei Recklingen a fost declarat sit de importanță comunitară în martie 2004 pentru a proteja un număr necunoscut de specii din flora spontană și fauna sălbatică aflate în arealul zonei. Situl a fost protejat și ca arie specială de conservare în februarie 2012.

## Biodiversitate
Situată în ecoregiunea continentală, aria protejată conține 1 habitat natural: Pajiști uscate europene.
La baza desemnării sitului se află un număr nedeclarat de specii protejate:
Pe lângă speciile protejate, pe teritoriul sitului au mai fost identificate 1 specie de plante, 4 specii de mamifere, 1 specie de reptile.